# 372 Palma
372 Palma (mednarodno ime je tudi 372 Palma) je asteroid tipa B (po SMASS) v asteroidnem pasu. Asteroid kaže po Tholenu lastnosti treh tipov asteroidov B, F in C. 

## Odkritje
Asteroid je odkril francoski astronom Auguste Charlois ( 1864 – 1910) 19. avgusta 1893 v Nici. Imenuje se po mestu Palma na španskem otoku Majorka

## Lastnosti
Asteroid Palma obkroži Sonce v 5,6 letih. Njegova tirnica ima izsrednost 0,262, nagnjena pa je za 23,864° proti ekliptiki .